# Sarcodina

Heliozoa al microscopio.

I Sarcodina sono protozoi caratterizzati dalla presenza di pseudopodi (cioè emissioni di membrana citoplasmatica che ne consentono il movimento).

## Classificazione
Comprendono delle amebe di interesse medico, che possono interessare l'intestino o il sistema nervoso centrale: Entamoeba, Acanthamoeba, Naegleria.
I sarcodini si dividono nei seguenti ordini:
- Gli eliozoi hanno sottili pseudopodi induriti da microtubuli, mentre altri hanno un guscio esterno.
- I radiolari sono identici ai foraminiferi eccetto per il guscio esterno che è composto da silicio. Fanno parte dello zooplancton.
- I foraminiferi hanno un guscio di carbonato di calcio.
- Protomissidei
- Acantari o Attipilini
- Testacidi